# مقاطعة هيرناندو (فلوريدا)
مقاطعة هيرناندو هي مقاطعة في فلوريدا، بلغ عدد سكانها 172٬778  نسمة، في 2010، عاصمتها بروكسفيل، تبلغ مساحتها 1٬526 كيلومتر مربع.

## الموقع
تشترك في الحدود مع:
- مقاطعة الحمضيات (فلوريدا).

## التقسيمات الإدارية
- بروكسفيل.